# Etlingera
Etlingera là một chi thực vật có hoa thân thảo sống lâu năm trong họ Zingiberaceae, với sự phân bố trong vùng nhiệt đới Nam Á, Đông Nam Á, New Guinea và miền bắc Australia, bao gồm khoảng 150 loài đã biết.
Một số loài to lớn có thân nhiều lá cao tới gần 10 m và phần gốc của các thân cây này mập mạp nhìn giống như dạng thân gỗ. Những loài khác mọc thành các cụm thân nhiều lá; trong khi những loài khác có các thân rễ bò lan dài đến mức mỗi thân nhiều lá của chúng có thể cách nhau hơn 1 mét.
Đặc điểm độc đáo duy nhất và khác biệt của các loài Etlingera là một ống hình thành phía trên điểm nơi gốc của các cánh hoa nối vào thân cây (nghĩa là phía trên điểm đính vào của các thùy tràng hoa.

## Phân bố
Các loài Etlingera là bản địa Ấn Độ, Bangladesh, Myanmar, Trung Quốc, Lào, Campuchia, Việt Nam, Thái Lan, Malaysia, Singapore, Indonesia, Philippines, Brunei, Papua New Guinea, Queensland và một số đảo miền tây Thái Bình Dương, chủ yếu gần với xích đạo, ở cao độ từ sát mực nước biển tới 2.500 m. Người ta cũng thông báo rằng một vài loài của chi này đã du nhập và tự nhiên hóa tại các vùng nóng ấm khác như Hawaii, Puerto Rico, Trinidad, Trung Mỹ, Mauritius và các đảo trong vịnh Guinea.

## Các loài
Tại thời điểm năm 2020 người ta công nhận 149 loài thuộc chi Etlingera:
- Etlingera acanthodes: Sulawesi.
- Etlingera aculeatissima: Sulawesi.
- Etlingera alba: Maluku, New Guinea, Philippines, Sulawesi.
- Etlingera albolutea: Borneo (Sabah).
- Etlingera amomoides: Borneo (Sabah, Sarawak).
- Etlingera angustifolia: Miền tây New Guinea.
- Etlingera apus-hang: Malaysia bán đảo, nam Thái Lan.
- Etlingera araneosa: Malaysia bán đảo, Myanmar, Thái Lan.
- Etlingera aulocheilos: Sulawesi.
- Etlingera aurantia: Borneo.
- Etlingera australasica: Miền bắc Queensland.
- Etlingera baculutea: Borneo.
- Etlingera balikpapanensis: Borneo (Kalimantan).
- Etlingera baramensis: Borneo (Sarawak).
- Etlingera barioensis: Borneo (Sarawak).
- Etlingera belalongensis: Borneo (Brunei).
- Etlingera bicolor: Sulawesi.
- Etlingera biloba: Sulawesi.
- Etlingera borealis: Sulawesi.
- Etlingera brachychila: Borneo, tây Java.
- Etlingera brevilabrum (E. brevilabris): Borneo, Philippines.
- Etlingera bromeliopsis: Tây New Guinea.
- Etlingera bullata: Sulawesi.
- Etlingera bulusanensis: Philippines (Luzon).
- Etlingera burttii: Borneo (Sabah, Sarawak).
- Etlingera calobates: Sulawesi.
- Etlingera calophrys: Sulawesi, Tiểu Sunda (Lombok).
- Etlingera calycina: New Guinea.
- Etlingera canarina: Sulawesi.
- Etlingera caudata: Sulawesi.
- Etlingera caudiculata: Sumatra.
- Etlingera cevuga: Fiji, Samoa, quần đảo Society.
- Etlingera chlorodonta: Sulawesi.
- Etlingera chrysantha: Sulawesi.
- Etlingera coccinea: Miền nam Đông Dương tới Tây và Trung Malesia, bao gồm Borneo, Java, Malaysia bán đảo, Philippines, Sumatra, Thái Lan, Việt Nam.[6]
- Etlingera corneri: Malaysia bán đảo, nam Thái Lan.
- Etlingera corrugata: Bắc Borneo.
- Etlingera crispata: Malaysia bán đảo.
- Etlingera cylindrica: Sulawesi.
- Etlingera dalican: Philippines (Mindanao).
- Etlingera dekockii: Tây New Guinea.
- Etlingera densiuscula: Papua New Guinea.
- Etlingera dictyota: Borneo (Sabah, Sarawak).
- Etlingera diepenhorstii: Sumatra.
- Etlingera doliiformis: Sulawesi.
- Etlingera eburnea: Sulawesi.
- Etlingera echinulata: Sulawesi.
- Etlingera elatior. Khu vực phân bố: Bản địa Borneo, Java, Tiểu Sunda, Malaysia bán đảo, Sumatra, Thái Lan. Du nhập vào Costa Rica, Cộng hòa Dominica, các đảo trong vịnh Guinea, Honduras, Maluku, Mauritius, New Guinea, Philippines, Puerto Rico, Sulawesi, Trinidad và Tobago, trung nam Trung Quốc.
- Etlingera elegans: Sulawesi.
- Etlingera elliptica: Sulawesi.
- Etlingera facifera: Borneo.
- Etlingera fenzlii: Quần đảo Andaman và Nicobar.
- Etlingera fimbriobracteata: Borneo (Sarawak), Philippines (Mindanao).
- Etlingera flavovirens: Sulawesi.
- Etlingera flexuosa: Sulawesi.
- Etlingera foetens: Tây Malesia (Borneo, Java, Sumatra).
- Etlingera frederikii: Papua New Guinea.
- Etlingera fulgens: Malaysia bán đảo, Thái Lan.
- Etlingera goliathensis: Tây New Guinea.
- Etlingera gracilis: Sumatra.
- Etlingera grallata: Sulawesi.
- Etlingera grandiflora: Papua New Guinea.
- Etlingera grandiligulata: Sumatra.
- Etlingera hamiguitanensis: Philippines.
- Etlingera harmandii: Đông Dương (Lào, Việt Nam).[7]
- Etlingera heliconiifolia: Sulawesi.
- Etlingera hemisphaerica: Java, Sumatra.
- Etlingera heyneana: Java.
- Etlingera hyalina: Sulawesi.
- Etlingera insolita: Borneo (Kalimantan).
- Etlingera inundata: Borneo (Sarawak).
- Etlingera isip: Borneo.
- Etlingera kenyalang: Borneo (Sarawak).
- Etlingera labellosa: Papua New Guinea.
- Etlingera lagarophylla: Borneo (Sarawak).
- Etlingera latifolia: New Guinea.
- Etlingera linearifolia: Philippines (Luzon).
- Etlingera linguiformis: Ấn Độ (Assam, Tây Bengal), Bangladesh, Đông Himalaya, Myanmar.
- Etlingera littoralis: Loài điển hình. Khu vực phân bố: Hải Nam, Malaysia bán đảo, Myanmar, Thái Lan, Việt Nam.[8][9]
- Etlingera loerzingii: Sumatra.
- Etlingera longifolia: Tây Sumatra.
- Etlingera longipetala: Tây New Guinea.
- Etlingera longipetiolata: Borneo (Sarawak).
- Etlingera loroglossa: Assam.
- Etlingera maingayi: Malaysia bán đảo, nam Thái Lan.
- Etlingera mamasarum: Sulawesi.
- Etlingera megalocheilos: Tây Malesia (Borneo, Java, Malaysia bán đảo, Sumatra).
- Etlingera mendumiae: Sulawesi.
- Etlingera metriocheilos: Malaysia bán đảo, Borneo.
- Etlingera minor: Sumatra.
- Etlingera moluccana: Maluku.
- Etlingera mucida: Sulawesi.
- Etlingera mucronata: Sulawesi.
- Etlingera muriformis: Borneo (Kalimantan).
- Etlingera nasuta: Borneo (Sarawak).
- Etlingera newmanii: Borneo (Sarawak).
- Etlingera orbiculata: Sulawesi.
- Etlingera orophila: Sulawesi.
- Etlingera otiolophos: Borneo (Sarawak).
- Etlingera palangkensis: Borneo (Kalimantan).
- Etlingera pauciflora: Tây Java, Malaysia bán đảo, nam Thái Lan.
- Etlingera pausodipsus: Bắc và trung Sulawesi.
- Etlingera pavieana: Capuchia, Thái Lan, Việt Nam.[10]
- Etlingera peekelii: Quần đảo Bismarck.
- Etlingera penicillata: Sulawesi.
- Etlingera philippinensis: Philippines.
- Etlingera pilosa: Philippines (Negros).
- Etlingera polyantha: Tây New Guinea.
- Etlingera polycarpa: Sulawesi.
- Etlingera poulsenii: Việt Nam.[11]
- Etlingera pubescens: Bắc và tây bắc Borneo.
- Etlingera pubimarginata: Philippines (Mindanao).
- Etlingera punicea: Sumatra.
- Etlingera purpurea: Philippines (Luzon).
- Etlingera pyramidosphaera: Borneo, Sulawesi.
- Etlingera rosamariae: Borneo.
- Etlingera rubroloba: Sulawesi.
- Etlingera rubromarginata: Borneo.
- Etlingera rubrostriata: Từ miền nam Thái Lan đến miền trung Malaysia bán đảo.
- Etlingera sanguinea: Borneo (Kalimantan).
- Etlingera sarasinorum: Miền bắc Sulawesi.
- Etlingera sayapensis: Borneo (Sabah).
- Etlingera sericea: Sumatra.
- Etlingera serrata: Sulawesi.
- Etlingera sessilanthera: Tây bắc Borneo đến Philippines (Palawan).
- Etlingera solaris: Sumatra đến tây trung Java.
- Etlingera sorsogonensis: Philippines (Luzon).
- Etlingera spinulosa: Sulawesi.
- Etlingera stenophylla: Bắc Sulawesi.
- Etlingera steringophora: Sulawesi.
- Etlingera sublimata: Trung Sulawesi.
- Etlingera subterranea: Malaysia bán đảo.
- Etlingera subulicalyx: Sumatra.
- Etlingera subviridis: Philippines (Luzon).
- Etlingera sulfurea: Myanmar.
- Etlingera translucens: Sulawesi.
- Etlingera triorgyalis: Malaysia bán đảo.
- Etlingera tubilabrum: Sulawesi.
- Etlingera urophylla: Sulawesi.
- Etlingera valida: Sumatra.
- Etlingera velutina: Bắc và tây bắc Borneo.
- Etlingera venusta: Malaysia bán đảo, nam Thái Lan.
- Etlingera versteegii: Tây New Guinea.
- Etlingera vestita: Papua New Guinea.
- Etlingera walang: Java.
- Etlingera xanthantha: Sulawesi.
- Etlingera xanthoparyphe: Papua New Guinea.
- Etlingera yessiae: Sulawesi.
- Etlingera yunnanensis: Tây nam Vân Nam (Tây Song Bản Nạp).

## Dân tộc thực vật học
Nhiều loài Etlingera được sử dụng rộng rãi cho nhiều mục đích khác nhau vì thế nhiều loài có tên gọi thông thường và được biết đến trong phạm vi địa phương.
Một sử dụng phổ biến là lột vỏ ngoài để lấy lớp vỏ bên trong của chồi lá của một số loài để làm rau ăn sống hay nấu chín, hoặc làm gia vị (giống như cách dùng hành làm gia vị). E. coccinea (gọi là tuhau tại Sabah;) và E. elatior được đặc biệt gieo trồng để phục vụ cho mục đích này.
Các loại quả chua, ngọt cũng thường được ăn. Một số loài được dùng làm thuốc chữa đau đầu hoặc đau dạ dày. Một loài có các mảng lớn màu đỏ khác biệt (E. brevilabrum), thường được dùng đắp ngoài da để giảm ngứa và các vấn đề về da khác.
Các sử dụng khác làm từ các loài Etlingera khác nhau còn bao gồm các thành phần trong nước hoa hay dầu gội đầu mang tính chất địa phương, làm thảm v.v.. Tại Borneo, một nghiên cứu về 40 loài Etlingera đã tìm thấy trên 70% số loài này có các tên gọi địa phương khác và trên 60% có ít nhất một sử dụng của người địa phương.